# Lightwater
Lightwater är en ort i grevskapet Surrey i sydöstra England. Orten ligger i distriktet Surrey Heath och civil parishen Windlesham, cirka 41,5 kilometer sydväst om centrala London. Tätorten (built-up area) hade 6 536 invånare vid folkräkningen år 2021.